# Permanente Comité van het Nationaal Volkscongres
Het Permanente Comité van het Nationaal Volkscongres is een comité van ongeveer 150 leden van het Nationaal Volkscongres van de Volksrepubliek China, dat samenkomt tussen de plenaire zittingen van het Nationaal Volkscongres. Het Permanente Comité heeft de wettelijke bevoegdheid om wetten te wijzigen binnen de grenzen aangegeven door het Nationaal Volkscongres en treedt dus de facto op als wetgever. Het wordt geleid door een voorzitter, China's topwetgever, die in het algemeen wordt gezien als derde in China's rangorde van belangrijke politici, na de secretaris-generaal en de President, normaal gezien dezelfde persoon. Het Permanente Comité heeft ook een quasi-rechtsprekende functie, het heeft namelijk de bevoegdheid om wetten te interpreteren van het Nationaal Volkscongres.

## Voorzitters van het Permanente Comité
- Liu Shaoqi (1954-1959)
- Zhu De (1959-1976)
- Soon Ching-ling (1976-1978)
- Ye Jianying (1978-1983)
- Peng Zhen (1983-1988)
- Wan Li (1988-1993)
- Qiao Shi (1993-1998)
- Li Peng (1998-2003)
- Wu Bangguo (2003-2013)
- Zhang Dejiang (2013-2018)
- Li Zhanshu (2018-2023)
- Zhao Leji (2023-